# 동성애 범죄화
동성애 범죄화(영어: Criminalization of homosexuality)는 남성 간 성행위 또는 여성 간 성행위 일부나 전체를 범죄로 규정하는 것이다. 대부분의 경우, 그러한 법들은 합의된 동성애와 관련되어 시행되지 않지만, 시행되지 않는 법임에도 동성애자와 양성애자에 대한 경찰의 괴롭힘, 낙인과 폭력에 기여한다. 또한, 남성과 성교하는 남성을 범죄화하여 남성과 성교한 남성들의 HIV 감염 예방 치료나 치료를 포기하게 되어 HIV의 전염의 악화가 일어나기도 한다.
동성애를 범죄화하는 것은 과학적으로 신뢰받지 못하는 생각이나 동성애에 대한 대중들의 혐오감, 아브라함 종교(유대교, 기독교, 이슬람 등)의 동성애 비난에 근거하고 명분으로 삼는다. 동성애의 범죄화에 대한 주장은 계몽주의 시대부터 표현되기 시작했지만, 이러한 주장의 표현 초기에는 집행의 실제적인 어려움, 과도한 국가의 개인에 대한 사생활 침해, 동성애 범죄화가 동성애를 줄일 수 있는 효과적인 방법이 아니라는 등의 이유로 반대당했다. 이후에는 동성애를 범죄가 아닌 질병으로 간주해야 한다는 주장, 동성애자의 인권에 대한 주장, 동성애가 도덕적으로 잘못된 것이 아니라는 주장 등으로 비판받았다.
많은 국가들에서 동성애 범죄화는 대영 제국의 법률로에 근거한다. 프랑스 식민제국에서는 동성애를 범죄화하지 않았는데, 이는 프랑스 혁명 때 종교적 영향력을 없애기 위하여 동성애 금지를 폐지하였기 때문이다. 그 외의 국가들에서는, 샤리아 법에 근거를 둔다. 제2차 세계 대전 이후 서방 세계에서 동성애 탈범죄화의 물결이 시작되어 전세계로 확장되어가며 1990년대에 정점에 이르렀다. 아프리카의 국가들은 동성애 범죄화가 서방의 수입품이라는 잘못된 믿음으로 인해 동성애에 대한 법적 처벌을 더욱 강화하고 있다. 2021년 기준으로, 동성애는 유엔 회원국 중 67개국에서 법적으로 범죄이고 2개국에서는 법적은 아니지만 사실상 범죄로 여겨지며, 이 국가들 중 6개국은 동성애로 인한 사형까지 선고한 적이 있다.

## 역사

### 고대에서 근세까지

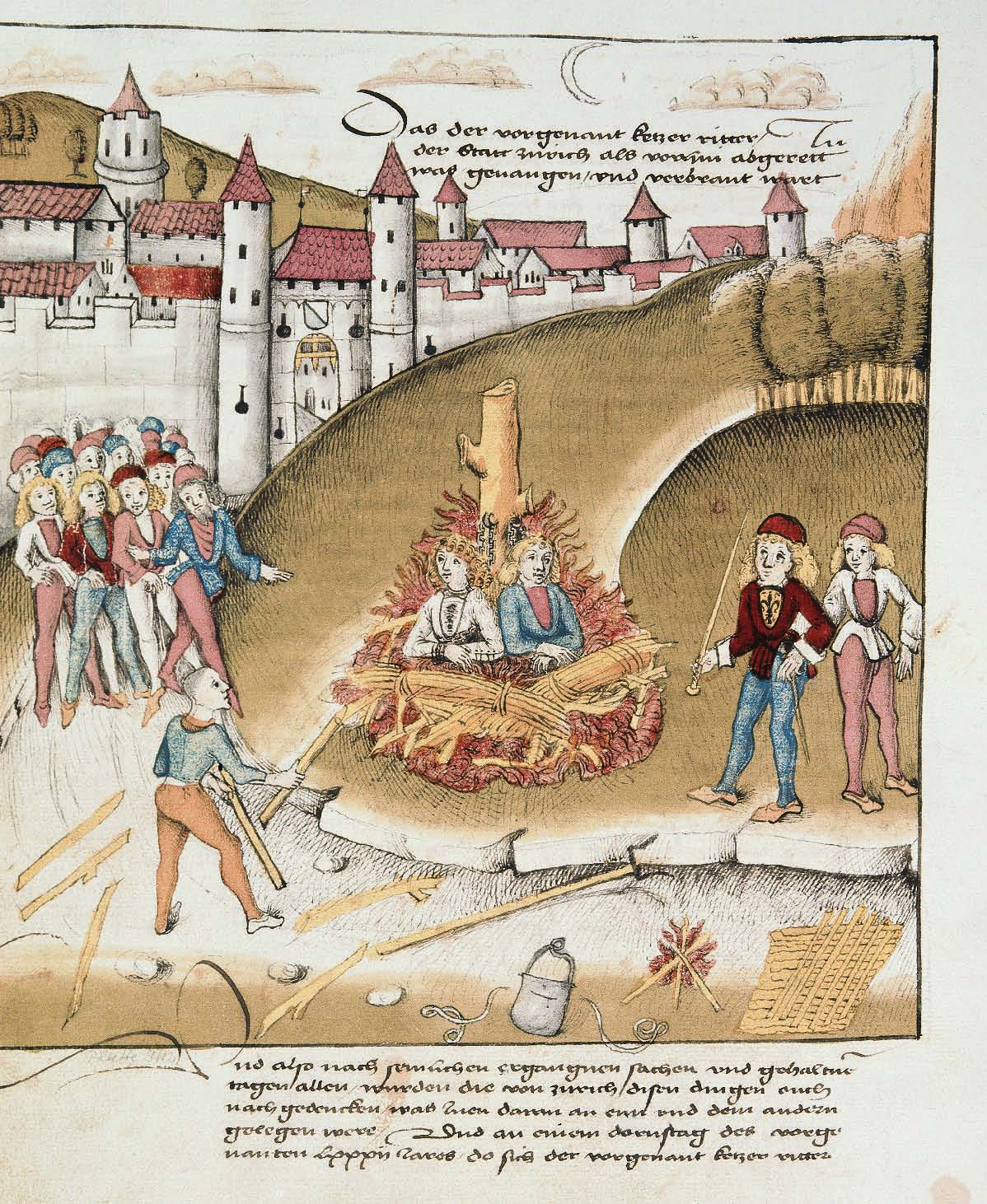
1482년 동성애로 인해 취리히 성벽 앞에서 기사 리처드 풀러 폰 호엔부르크와 하인이 화형에 쳐해지고 있다.

아시리아의 법에서 동성애 관계를 처벌하는 구절이 있지만 이 구절이 합의된 관계만을 말하는 것인지 아니면 합의되지 않은 것까지 포함하는 것인지는 논쟁의 여지가 있다. 한편, 동성에 관한 최초의 로마법은 'Lex Scantinia'였다. 이 법의 실제 구절은 손실되었지만, 법은 아마 비교적 자유로웠던 로마 시민들이 동성애에서 수동적인 역할을 하는 것을 금지했을 것이다. 로마 제국의 기독교화는 동성애를 보다 부정적인 사회적 관습이 생겨나게 하였다. 6세기 동로마 제국의 황제 유스티니아누스 1세는 동성애를 "자연에 반대되는" 행위라고 언급하면서 동성애에 반대하는 여러 법률들을 도입하였다. 특히 레바논에서 중동의 법률 전통에 영향을 끼친 시로-로마 법전에서는 동성애를 사형으로 처벌하였다.
특히 중세 유럽에서, 1000년 이후 로마법의 보급에 따라 다양한 지역에서 소도미법으로 동성애를 처벌할 수 있었다. 어떤 경우에는 조사와 고발 등으로 밝혀지고 벌금과 동성애가 일어난 장소를 불태우거나 동성애자를 화형시키는 것으로 처벌했다. 근세 유럽에서는 동성애를 사형으로 처벌하는 것이 일반적이었으며, 일부 오스만 법에서는 동성애에 대한 벌금을 부과했지만 또다른 오스만 법에서는 동성애에 대해 언급조차 하지 않았다. 또한, 동성애는 종교재판에서도 처벌할 수 있는 범죄였다. 소도미법이 얼마나 시행되었는지는 불분명하며, 한편에서는 동성애가 모럴 패닉과 관련이 있다고 여기기도 한다. 15세기 중부 멕시코에서는 남성 간의 동성애가 내장을 제거하고 뜨거운 채로 질식시키는 처벌을 받았다.
중세 잉글랜드에서는10세기와 11세기 교회법에 따라 동성애를 처벌하였지만, 세속법은 그렇지 못했다. 잉글랜드의 국왕 헨리 8세는 잉글랜드의 종교 개혁의 투쟁에서 높은 위치를 차지하기 위한 시도 중 하나였던 '1533 버거 법'(Buggery Act 1533)으로 동성애를 세속법에서까지 성문화하였다. 레위기 법에 기초를 둔 이 법은 버거(항문 성교, Buggery)에 대해 사형을 규정하였다. 버거 법은 엘리자베스 1세 치하에서 여러 번 제재되다가 결국 폐지되었으나, 영국법 주해에 포함되어 있고 영국의 제국주의 때문에 전 세계의 많은 지역에 영향을 미쳤다. 한편, 1791년 프랑스 혁명 동안 국민제헌의회는 기독교의 영향 없이 새로운 법을 채택하려는 의도로 동성애 금지법을 폐지하였는데, 이 때 의회에서 직접 논의된 적이 없지만 이후 동성애도 합법화되었다. 이전에는 화형이 일반적으로 시행되었지만, 이후 이는 드물어졌다. 동성애 금지법의 폐지는 1810년 프랑스 형법에서 직접적으로 성문화되었다.

### 식민주의와 제국주의의 영향

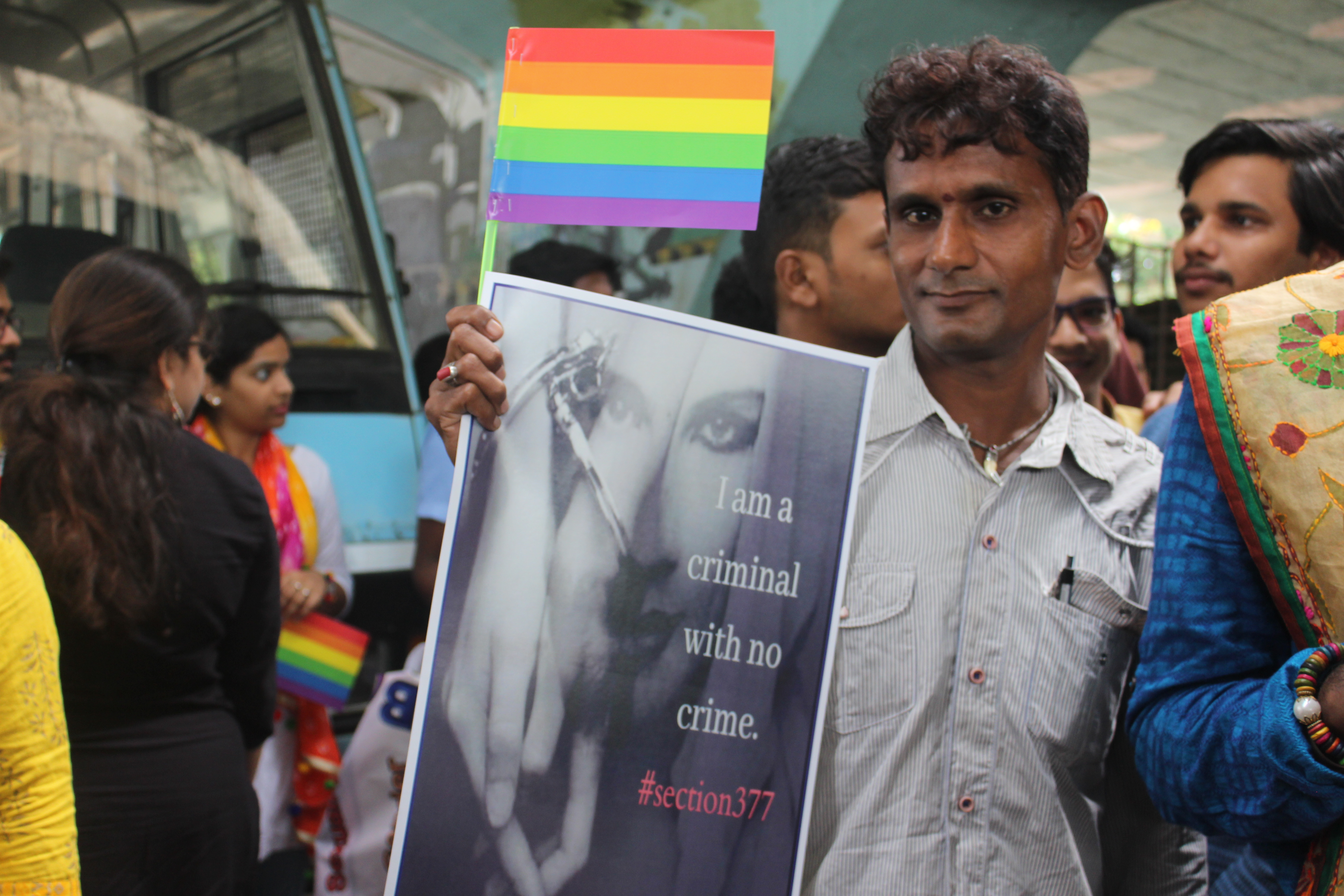
인도의 부바네스와르에서 열린 프라이드 퍼레이드 동안 섹션 377에 반대하는 포스터를 들고 있는 퍼레이드 참가자의 모습.

현재 이전에 식민지 관할 구역이었던 국가들에서, 특히 대영 제국의 식민지 국가들은 식민법에 의하여 동성애를 범죄로 규정하고 있다. 인도 형법, 피츠제임스 스티븐 법전, 그리피스 법전, 라이트 법전 등의 영국의 영미법의 성문화가 아시아, 아프리카와 오세아니아 등의 여러 식민지에서 채택되고 적용되었다. 또한, 인도 형법과 동성애를 범죄로 규정하는 섹션 377은 아시아, 아프리카와 오세아니아 등의 여러 식민지에 적용되었다. 라이트 법전은 자메이카를 위해 초판본으로 작성되어 결과적으로 온두라스, 토바고, 세인트루시아, 영국령 골드코스트에서 채택되었다. 그리고 피츠제임스 스티븐 법전은 캐나다를 위해 작성되어 뉴질랜드는 수정본으로, 캐나다에서는 원본이 적용되어 동성애 범죄화를 확대하고 모든 동성애 행동을 종신형이 가능한 형벌로 만들었다. 그리피스 법전은 오스트레일리아와 나우루, 나이지리아, 케냐, 탄자니아, 파푸아뉴기니, 잔지바르, 우간다 등의 영연방 국가들과 이스라엘에서 채택되었다. 동성애에 대한 법률이 일단 확립되면 대부분 후대까지 유지되며 심지어는 탈식민지 법에도 포함되어 있을 때도 있다.
부탄 등의 일부 식민지에서는 영국에서 영감을 받아 동성애를 공식적으로 처벌하는 것이 아닌 비공식적 영향력에 근거하여 채택하기도 했다. 대부분의 중동 국가들은 이전에 영국의 식민지였지만 보다 수동적인 거버넌스로 인하여 영국의 법이 채택되지 않으나, 샤리아 법과 같은 다른 이유들로 동성애를 범죄로 규정한다. 중국과 일본 모두 서방의 모델을 기반으로 동성애를 범죄화했다가 나중에 합법화화하였다.
동성애의 탈범죄화는 나폴레옹 전쟁과 프랑스를 모델로 한 대륙법의 채택을 통해 유럽 전역에 퍼졌으며 많은 지역에서 동성애를 합법화하고 일부 국가에서는 동성애에 대한 처벌을 사형에서 투옥으로 바꾸었다. 프랑스의 군사 점령으로 프랑스의 법에 영향을 받은 스칸디나비아의 국가들, 스페인, 네덜란드, 포르투갈, 벨기에, 일본과 대부분의 라틴 아메리카의 식민지에서 동성애를 합법화하였지만, 그럼에도 민법에서는 예외가 되었다. 그 외에도 이집트, 튀니지, 레바논 등의 프랑스 법을 채택한 프랑스 식민지에서는 영국의 식민지에서보다 동성애를 범죄로 규정할 가능성이 적었다. 오스만 제국에서 프랑스의 법에서 영감을 받아 1858년 법을 채택하여 동성애를 합법화한 것으로 여겨지지만, 엘리프 실란 외즈소이는 이 법이 채택되기 전에도 오스만 제국에서 동성애가 합법이었으며 이 법의 채택으로 오히려 동성애가 이전보다 더욱 가혹하게 처벌되었다고 주장했다. 그러나 1807년 다마스쿠스에서 일부 오스만 제국의 남자들이 동성애를 이유로 처형당한 적이 있다.
- "죽었다(Struck Dead)
- 푹 쉬기를(Hushed Up)
- 나치즘으로 인한 동성애 희생자들에게(The homosexual victims of Nazism)"

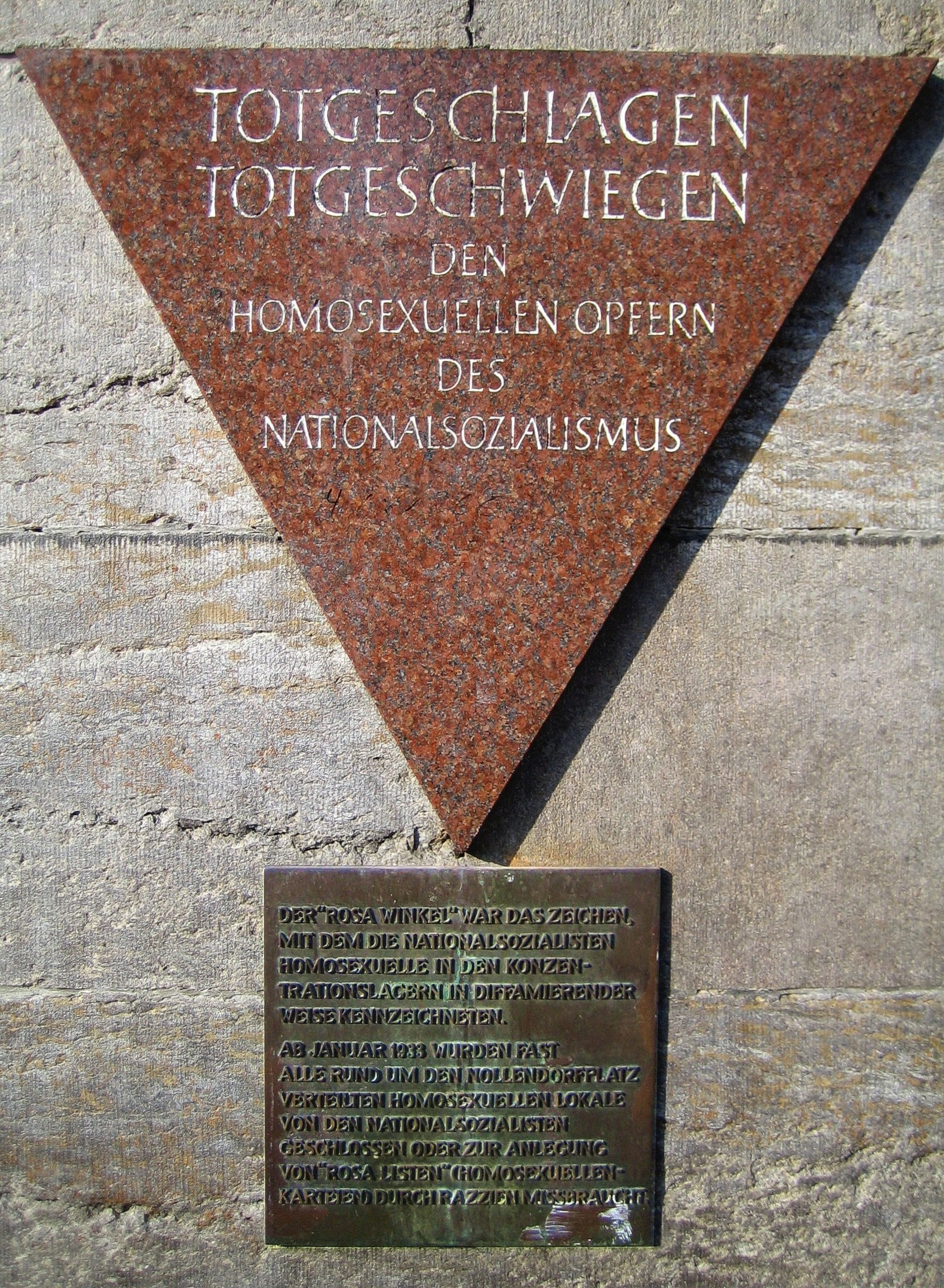
베를린 기념관에 새겨져 있는 글:

1871년 독일의 통일은 통일 국가가 프로이센의 형법을 채택하면서 일부 지역에서는 동성애가 다시 범죄화되어 나폴레옹 전쟁으로 인한 합법화는 되돌려졌고, 이후 통일 독일과 오스트리아-헝가리 제국 두 나라 모두 동성애 합법화를 고려하였지만 거부하였다. 유럽에서 민족주의의 부상은 영국 등의 국가가 동성애자를 기소하는 데에 자부심을 갖게 되었다는 것을 의미하였다. 한편 제1차 세계대전 이후 독일에서는 1933년까지 동성애 범죄가 시행되지 않았지만, 이후부터 1945년까지 나치 독일에서는 175항을 위반한 죄로 57,000명의 남성이 유죄 판결을 받았다. 역사상 그렇게 많은 동성애자들이 그렇게 짧은 기간 동안 유죄 판결을 받은 적은 이전까지 없었으며, 이후로도 없었다. 수천 명의 남성이 나치 강제 수용소에 투옥되고 살해되었다. 이후 서독에서도 동성애가 부분적으로 합법화되는 1969년까지 같은 법으로 같은 수의 남성에게 유죄 판결을 내렸다. 러시아 제국에서는 동성애가 1835년에 범죄로 규정되었다. 이후 러시아 혁명으로 1917년 동성애를 금지하는 구 시대의 차르 법을 폐지하였으나, 이후 동성애가 파시스트적 변태라고 하는 소련의 선전으로 소련에서 1934년 동성애는 이전보다 더욱 가혹한 처벌을 받게 되었다.

### 제2차 세계 대전 이후 탈범죄화 추세
1958년, 국제형사경찰기구(인터폴)는 이성애 관계보다 성교 동의 연령이 높은 동성애 관계를 부분적으로 범죄화하는 경향을 발견하였다. 이러한 모델은 여러 국제 기구에게서 추천되었으며, 모델을 수렴하는 것은 동성애의 부분적 합법화(영국 등)나, 오히려 동성애를 범죄화(1965년 동성애 금지법을 처음으로 발령한 벨기에 등의 경우)하는 등의 방식으로 나타났다. 제2차 세계 대전 이후 수십 년 간, 반-동성애법은 서유럽과 미국에서 강화되었고, 이후 20세기 후반부터 탈범죄화의 물결이 일었다. 1945년부터 2005년까지 동성애 범죄 관련 법률들의 90%는 부분적으로 자유화되거나 폐지되었다. 이러한 법적 변화는 개인의 인권과 자율성, 1960년대 이후 성혁명에 대한 관심 증가 때문으로 여겨진다. 성에 관한 법률에서 개인의 권리에 대한 관심이 증가하는 추세는 전 세계적으로 관찰되었지만, 중동과 같은 지역에서는 다른 지역과 비교해 더디게 진행되는 경우도 있다.

#### 책
- Asal, Victor; Sommer, Udi (2016). 《Legal Path Dependence and the Long Arm of the Religious State: Sodomy Provisions and Gay Rights across Nations and over Time》 (영어). SUNY Press. ISBN 978-1-4384-6325-4.
- Braun, Téa (2020). 〈Dignity in Diversity: Dismantling the Criminalisation of Sexual Orientation and Gender Identity Using the Right to Dignity〉. 《Human Dignity and International Law》 (영어). Brill. 138–153쪽. ISBN 9789004435650.
- Claassen, Cheryl; Ammon, Laura (2022). 《Religion in Sixteenth-Century Mexico: A Guide to Aztec and Catholic Beliefs and Practices》 (영어). Cambridge University Press. ISBN 978-1-316-51838-0.
- El-Rouayheb, Khaled (2009). 《Before Homosexuality in the Arab-Islamic World, 1500-1800》 (영어). University of Chicago Press. ISBN 978-0-226-72990-9.
- George, Robert P. (1995). 〈Social Cohesion and the Legal Enforcement of Morals: A Reconsideration of the Hart—Devlin Debate〉. 《Making Men Moral: Civil Liberties and Public Morality》. Oxford University Press. ISBN 978-0-19-826024-0.
- Giles, Geoffrey J. (2010). 〈The Persecution of Gay Men and Lesbians During the Third Reich〉. 《The Routledge History of the Holocaust》. Routledge. 385–396쪽. ISBN 978-0-203-83744-3.
- Goldberg, Naomi G.; Mallory, Christy; Hasenbush, Amira; Stemple, Lara; Meyer, Ilan H. (2019). 〈Police and the Criminalization of LGBT People〉. 《The Cambridge Handbook of Policing in the United States》. Cambridge University Press. 374–391쪽. ISBN 978-1-108-42055-6.
- Gloppen, Siri; Rakner, Lise (2020). 〈LGBT rights in Africa〉. 《Research Handbook on Gender, Sexuality and the Law》. ISBN 9781788111157.
- Han, Enze; O'Mahoney, Joseph (2018). 《British Colonialism and the Criminalization of Homosexuality: Queens, Crime and Empire》 (영어). Routledge. ISBN 978-1-351-25618-6.
- Kane, Melinda D. (2015). 〈Decriminalizing Homosexuality: Gaining Rights through Sodomy Law Reform〉. 《The Ashgate Research Companion to Lesbian and Gay Activism》. Routledge. ISBN 978-1-315-61314-7.
- Kaoma, Kapya (2018). 《Christianity, Globalization, and Protective Homophobia: Democratic Contestation of Sexuality in Sub-Saharan Africa》. Springer International Publishing. ISBN 978-3-319-66341-8.
- Khan, Tawseef (2019). 〈Sexual orientation and refugee law: how do legal sanctions criminalizing homosexuality engage the definition of persecution?〉. 《Research Handbook on International Refugee Law》. Edward Elgar Publishing. 310–323쪽. ISBN 978-0-85793-281-5.
- Marhoefer, Laurie (2015). 《Sex and the Weimar Republic: German Homosexual Emancipation and the Rise of the Nazis》 (영어). University of Toronto Press. ISBN 978-1-4426-1957-9.
- Rich, Timothy; Dahmer, Andi; Eliassen, Isabel (2020). 〈Historical Views of Homosexuality: Asia〉. 《The Oxford Encyclopedia of LGBT Politics and Policy》 (영어). Oxford University Press.
- Sibalis, Michael David (1996). 〈The Regulation of Male Homosexuality in Revolutionary and Napoleonic France, 1789–1815〉. 《Homosexuality in Modern France》. Oxford University Press. ISBN 978-0-19-509303-2.
- Theobald, Michael (2021). 〈Paul and Same-Sex Sexuality〉. 《"Who Am I to Judge?": Homosexuality and the Catholic Church》 (영어). De Gruyter. ISBN 978-3-11-070518-8.
- Tobin, Robert Deam (2015). 《Peripheral Desires: The German Discovery of Sex》 (영어). University of Pennsylvania Press. ISBN 978-0-8122-4742-8.
- Tolino, Serena (2020). 〈LGBTQI Rights in the Middle East and North Africa〉. 《The Oxford Handbook of the Sociology of the Middle East》 (영어). Oxford University Press. ISBN 978-0-19-008748-7.
- Virgili, Tommaso (2021). 《Islam, Constitutional Law and Human Rights: Sexual Minorities And Freethinkers In Egypt And Tunisia》 (영어). Routledge. ISBN 978-0-429-53509-3.
- Vleugel, Vincent (2020). 《Culture in the State Reporting Procedure of the UN Human Rights Treaty Bodies: How the HRC, the CESCR and the CEDAWCee Use Human Rights as a Sword to Protect and Promote Culture, and as a Shield to Protect Against Harmful Culture》 (PDF) (영어). Intersentia. ISBN 978-1-83970-006-4.
- Whisnant, Clayton J. (2016). 《Queer Identities and Politics in Germany: A History, 1880–1945》 (영어). Columbia University Press. ISBN 978-1-939594-10-5.
- Zollner, Barbara (2010). 〈Mithliyyun or Lutiyyun? Neo-orthodoxy and the debate on the unlawfulness of same-sex relations in Islam〉. 《Islam and Homosexuality》 (영어). ABC-CLIO. 193–222쪽. ISBN 978-0-313-37903-1.

#### 저널 기사
- Alexander, Rustam (2018). “Soviet Legal and Criminological Debates on the Decriminalization of Homosexuality (1965–75)”. 《Slavic Review》 (영어) 77 (1): 30–52. doi:10.1017/slr.2018.9. ISSN 0037-6779.
- Arimoro, Augustine Edobor (2021). “Interrogating the Criminalisation of Same-Sex Sexual Activity: A Study of Commonwealth Africa”. 《Liverpool Law Review》 (영어) 42 (3): 379–399. doi:10.1007/s10991-021-09280-5. ISSN 1572-8625.
- Arreola, Sonya; Santos, Glenn-Milo; Beck, Jack; Sundararaj, Mohan; Wilson, Patrick A.; Hebert, Pato; Makofane, Keletso; Do, Tri D.; Ayala, George (2015). “Sexual Stigma, Criminalization, Investment, and Access to HIV Services Among Men Who Have Sex with Men Worldwide”. 《AIDS and Behavior》 (영어) 19 (2): 227–234. doi:10.1007/s10461-014-0869-x. ISSN 1573-3254. PMID 25086670.
- Awondo, Patrick (2016). “Religious Leadership and the Re-Politicisation of Gender and Sexuality in Cameroon”. 《Journal of Theology for Southern Africa》. 2023년 3월 21일에 원본 문서에서 보존된 문서. 2022년 6월 20일에 확인함.
- Beachy, Robert (2010). “The German Invention of Homosexuality”. 《The Journal of Modern History》 82 (4): 801–838. doi:10.1086/656077.
- Cichowitz, Cody; Rubenstein, Leonard; Beyrer, Chris (2018). “Forced anal examinations to ascertain sexual orientation and sexual behavior: An abusive and medically unsound practice”. 《PLOS Medicine》 (영어) 15 (3): e1002536. doi:10.1371/journal.pmed.1002536. ISSN 1549-1676. PMC 5856262. PMID 29547659.
- Dupont, Wannes (2019). “Pas de deux, out of step: Diverging chronologies of homosexuality's (de)criminalisation in the Low Countries”. 《Tijdschrift voor Genderstudies》 22 (4): 321–338. doi:10.5117/TVGN2019.4.001.DUPO.
- Fize, William (2020). “The Homosexual Exception? The Case of the Labouchère Amendment”. 《Cahiers victoriens et édouardiens》 (영어) (91 Printemps). doi:10.4000/cve.7597. ISSN 0220-5610.
- Goodman, Ryan (2001). “Beyond the Enforcement Principle: Sodomy Laws, Social Norms, and Social Panoptics”. 《California Law Review》 89 (3): 643–740. doi:10.2307/3481180. JSTOR 3481180.
- Gupta, Kamil (2012). “The Global Decriminalization of Homosexuality”. 《Criminal Law & Justice Weekly》 176 (43): 614. ISSN 1741-4555.
- Hagopian, Amy; Rao, Deepa; Katz, Aaron; Sanford, Sallie; Barnhart, Scott (2017). “Anti-homosexual legislation and HIV-related stigma in African nations: what has been the role of PEPFAR?”. 《Global Health Action》 10 (1): 1306391. doi:10.1080/16549716.2017.1306391. PMC 5496073. PMID 28580879.
- Haskins, Susan (2014). “The influence of Roman laws regarding same-sex acts on homophobia in Africa”. 《African Human Rights Law Journal》 14 (2): 393–411. doi:10.10520/EJC165015 (년 이후로 접속 불가 2022-02-28).
- Hildebrandt, Achim (2014). “Routes to decriminalization: A comparative analysis of the legalization of same-sex sexual acts”. 《Sexualities》 17 (1–2): 230–253. doi:10.1177/1363460713511105.
- Hildebrandt, Achim; Trüdinger, Eva-Maria; Wyss, Dominik (2019). “The Missing Link? Modernization, Tolerance, and Legislation on Homosexuality”. 《Political Research Quarterly》 72 (3): 539–553. doi:10.1177/1065912918797464.
- Karimi, Ahmad; Bayatrizi, Zohreh (2019). “Dangerous positions: Male homosexuality in the new penal code of Iran”. 《Punishment & Society》 21 (4): 417–434. doi:10.1177/1462474518787465.
- Leckey, Robert (2020). “'Repugnant': Homosexuality and Criminal Family Law”. 《University of Toronto Law Journal》 70 (3): 225–244. doi:10.3138/utlj.2019-0051.
- Lemke, Richard (2020). “The association of the availability of offline gay scenes and national tolerance of homosexuality with gay and bisexual men's sexual online dating behavior”. 《Computers in Human Behavior》 104: 106172. doi:10.1016/j.chb.2019.106172. S2CID 210443272.
- Linhart, Karin M. (2005). “Decriminalization of Homosexuality and Its Effects on Family Rights: A German-US-American Comparison”. 《German Law Journal》 6 (6): 943–965. doi:10.1017/S2071832200014048.
- McEwen, Haley (2019). “Suspect sexualities: contextualizing rumours of homosexuality within colonial histories of population control”. 《Critical African Studies》 11 (3): 266–284. doi:10.1080/21681392.2019.1670701.
- Oosterhuis, Harry (1995). “The "Jews" of the Antifascist Left: Homosexuality and the Socialist Resistance to Nazism”. 《Journal of Homosexuality》 29 (2–3): 227–257. doi:10.1300/J082v29n02_09. PMID 8666756.
- Ozsoy, Elif Ceylan (2021). “Decolonizing Decriminalization Analyses: Did the Ottomans Decriminalize Homosexuality in 1858?”. 《Journal of Homosexuality》 68 (12): 1979–2002. doi:10.1080/00918369.2020.1715142. hdl:10871/120331. PMID 32069182.
- Schwartz, Sheree R,  외. (2015). “The immediate effect of the Same-Sex Marriage Prohibition Act on stigma, discrimination, and engagement on HIV prevention and treatment services in men who have sex with men in Nigeria: analysis of prospective data from the TRUST cohort”. 《The Lancet HIV》 2 (7): e299–e306. doi:10.1016/S2352-3018(15)00078-8. PMC 4481876. PMID 26125047.
- Schwartz, Michael (2021). “Homosexuelle im modernen Deutschland: Eine Langzeitperspektive auf historische Transformationen” [Homosexuals in Modern Germany: A Long-Term Perspective on Historical Transformations]. 《Vierteljahrshefte für Zeitgeschichte》 69 (3): 377–414. doi:10.1515/vfzg-2021-0028.
- Seckinelgin, Hakan (2018). “Same-sex lives between the language of international LGBT rights, international aid, and anti-homosexuality” (PDF). 《Global Social Policy》 18 (3): 284–303. doi:10.1177/1468018118795989.
- Seo, Hyeon-Jae (2017). “Origins and Consequences of Uganda's Brutal Homophobia”. 《Harvard International Review》 38 (3): 44–47. ISSN 0739-1854.
- Sinclair, Ken; Ross, Michael W. (1986). “Consequences of Decriminalization of Homosexuality: A Study of Two Australian States”. 《Journal of Homosexuality》 12 (1): 119–127. doi:10.1300/J082v12n01_07. PMID 3841666.
- Strenski, Ivan (2020). “On the Jesuit-Maronite Provenance of Lebanon's Criminalization of Homosexuality”. 《Journal of Law and Religion》 35 (3): 380–406. doi:10.1017/jlr.2019.42.
- Tahmindjis, Phillip (2005). “Sexuality and International Human Rights Law”. 《Journal of Homosexuality》 48 (3–4): 9–29. doi:10.1300/J082v48n03_03. PMID 15814499.
- Torra, Michael Jose (1998). “Gay Rights After the Iron Curtain”. 《The Fletcher Forum of World Affairs》 22 (2): 73–88. ISSN 1046-1868. JSTOR 45289040.
- Wirtz, Andrea L.; Kirey, Anna; Peryskina, Alena; Houdart, Fabrice; Beyrer, Chris (2013). “Uncovering the epidemic of HIV among men who have sex with men in Central Asia”. 《Drug and Alcohol Dependence》 132: S17–S24. doi:10.1016/j.drugalcdep.2013.06.031. PMID 23906993.
- Zinn, Alexander (2020). “»Das sind Staatsfeinde« Die NS-Homosexuellenverfolgung 1933–1945” ["They are enemies of the state": The Nazi persecution of homosexuals 1933–1945] (PDF). 《Bulletin des Fritz Bauer Instituts》: 6–13. ISSN 1868-4211.

#### 보고서
- Human Dignity Trust (May 2016). “Breaking the Silence: Criminalisation of Lesbians and Bisexual Women and its Impacts” (PDF). 2019년 6월 3일에 원본 문서 (PDF)에서 보존된 문서. 2022년 1월 11일에 확인함.
- ILGA (2017년 9월 28일). “ILGA-RIWI Global attitudes survey” (PDF) (영어). 2018년 1월 13일에 원본 문서 (PDF)에서 보존된 문서. 2022년 1월 11일에 확인함.
- ILGA (2020년 12월 14일). “State-Sponsored Homophobia report - 2020 global legislation overview update” (PDF) (영어). 2020년 12월 15일에 원본 문서 (PDF)에서 보존된 문서. 2022년 1월 10일에 확인함.
- Nordling, Linda (2015). “African academics challenge homophobic laws”. 《Nature》 (영어) 522 (7555): 135–136. Bibcode:2015Natur.522..135N. doi:10.1038/522135a. ISSN 1476-4687. PMID 26062487. S2CID 4470101.
- UNAIDS (2010년 12월 21일). “UNAIDS 2011–2015 Strategy: Getting to zero” (영어). 2022년 2월 5일에 원본 문서에서 보존된 문서. 2022년 1월 11일에 확인함.